# Digitaria calcarata
Digitaria calcarata är en gräsart som beskrevs av Clayton. Digitaria calcarata ingår i släktet fingerhirser, och familjen gräs. Inga underarter finns listade i Catalogue of Life.